# António Guterres
António Manuel de Oliveira Guterres (Lissabon, 30 april 1949) is een Portugese socialistische politicus en de huidige secretaris-generaal van de Verenigde Naties. Guterres was van 1995 tot 2002 minister-president van Portugal, en werkte van 2005 tot 2015 als hoge commissaris voor de Vluchtelingen bij de Verenigde Naties in Genève.

## Biografie
Guterres werd geboren in Lissabon, waar hij cum laude afstudeerde in de elektrotechniek. Hij demonstreerde niet met andere studenten tegen het regime van António Salazar, maar was actief bij projecten van sociale aard. In 1972 werd Guterres lid van de Socialistische Partij, en snel daarna werd hij een fulltime politicus. Na de Anjerrevolutie van 1974, hielp hij bij het reorganiseren van zijn partij. In de jaren daarna bekleedde hij verschillende functies, zij het met enige tegenstand binnen de partij (voor het merendeel atheïstisch en sterk beïnvloed door de Vrijmetselarij) vanwege zijn openlijk uitkomen als rooms-katholiek. 
Eenmaal secretaris-generaal, won hij in 1995 de algemene verkiezingen en werd hij minister-president; hij was populair en bereikte een periode van economische groei in Portugal. Ook hervormde hij het sterk repressieve drugsbeleid door het gebruik van softdrugs uit het strafrecht te halen en heroïneverslaafden te helpen met de beschikbaarheid van methadon om af te kicken en schone spuiten om HIV-besmetting te vermijden. De nieuwe wetgeving werd in 2001 van kracht en veranderde Portugal van een koploper in problematisch drugsgebruik naar een hekkensluiter.
Na zijn herverkiezing in 1999 daalde hij snel in aanzien door interne conflicten met partijgenoten. Hij trad in 2002 af na een zware verkiezingsnederlaag voor de Socialistische Partij, en werd opgevolgd als premier door de conservatief José Manuel Barroso. Guterres bleef actief als voorzitter van de Socialistische Internationale tot juni 2005. Na het vertrek van Ruud Lubbers bij de UNHCR in 2005 werd Guterres gekozen tot diens opvolger bij de vluchtelingenorganisatie.
Guterres werd op 5 oktober 2016 door de Veiligheidsraad van de Verenigde Naties voorgedragen als opvolger van Ban Ki-moon als secretaris-generaal. Op 12 december 2016 legde hij de eed af en op 1 januari 2017 trad hij in functie. Op 18 juni 2021 werd hij door de Algemene Vergadering van de Verenigde Naties herkozen voor een tweede termijn als secretaris-generaal.

## Publicaties o.a.
- António Guterres Millions uprooted - Saving refugees and the displaced in Foreign Affairs, september/oktober 2008

- Bibsys: 1656998782025
- Gemeinsame Normdatei: 104951775X
- International Standard Name Identifier: 0000 0000 7899 1212
- Library of Congress Control Number: n00025864
- Nationale Bibliotheek van Tsjechië: jo20221161689
- Nationale bibliotheek van Australië: 53834286
- Nationale Bibliotheek van Polen: a0000003515340
- LIBRIS: 250042
- Système universitaire de documentation: 12864706X
- Trove: 1538486
- Virtual International Authority File: 68907606
- WorldCat: E39PBJc837m769HJHWqJ374yVC

Trygve Lie · Dag Hammarskjöld · U Thant · Kurt Waldheim · Javier Pérez de Cuéllar · Boutros Boutros-Ghali · Kofi Annan · Ban Ki-moon · António Guterres